# Unterlassungserklärung
Die Unterlassungserklärung ist im Zivilrecht eine Erklärung, bei der sich ein Rechtssubjekt verpflichtet, eine beanstandete rechtswidrige Handlung in Zukunft zu unterlassen.

## Allgemeines
Verstößt ein Rechtssubjekt (natürliche Person, Kapitalgesellschaft, sonstige Personenvereinigungen, der Staat mit der öffentlichen Verwaltung) gegen bestimmte absolute Rechte anderer, so spricht das Gesetz den Rechtsinhabern einen Unterlassungsanspruch zu. Außergerichtlich lässt sich dieser zunächst durch Abmahnung nebst Unterlassungserklärung durchsetzen, die der Rechtsinhaber dem Störer vorformuliert zusendet. Diese Erklärung ist rechtlich ein Angebot, das der Störer durch Unterschrift annimmt. Aus der Erklärung ist dadurch ein Unterlassungsvertrag geworden.

## Rechtsfragen
Die vom Störer unterzeichnete Unterlassungserklärung ist ein Schuldanerkenntnis gemäß § 780 BGB. Für den Fall des Verstoßes hiergegen kann sich der Störer bei der strafbewehrten Unterlassungserklärung zur Zahlung eines Schadensersatzes verpflichten, der eine Vertragsstrafe gemäß § 339 BGB darstellt. Bei der einfachen Unterlassungserklärung wird auf eine Vertragsstrafe verzichtet. Die Abmahnung ist nicht zwingend erforderlich, so dass der Rechtsinhaber bei weiteren Verstößen sofort eine Unterlassungsklage beim Gericht einreichen kann. Abmahnungsbefugt ist, wer auch einen Unterlassungsanspruch geltend machen könnte. Er trägt dabei jedoch das Rechtsrisiko, dass der Störer nach Klageerhebung seine Unterlassungspflicht sofort anerkennt, so dass der Rechtsinhaber die Verfahrenskosten zu tragen hat (§ 93 ZPO). Im Rahmen einer notariellen Beurkundung kann die Unterlassungserklärung mit einer Unterwerfung unter die sofortige Zwangsvollstreckung gemäß § 794 Abs. 1 Nr. 5 ZPO verbunden werden, so dass im Falle des Verstoßes gegen die Unterlassungserklärung der Gläubiger einen Vollstreckungstitel in Händen hält. Im Regelfall ist in der Abgabe einer strafbewehrten Unterlassungserklärung kein Anerkenntnis der mit der Abmahnung geltend gemachten Ansprüche auf Unterlassung und Erstattung von Abmahnkosten zu sehen.

## Arten
Es gibt die immaterialgüterrechtliche, medienzivilrechtliche und wettbewerbsrechtliche Unterlassungserklärung. Es gibt auch Vorschriften außerhalb dieser Rechtsgebiete, nach welchen eine Unterlassungserklärung gefordert werden kann, etwa in § 862 oder § 1004 BGB, beispielsweise wenn es sich um die Abwehr von unzulässigen Immissionen (Ruhestörung, Zimmerlautstärke) handelt.

### Immaterialgüterrecht
Immaterialgüterrechtliche Unterlassungserklärungen betreffen ausschließliche Rechte wie Urheberrecht, Patentrecht, Markenrecht, Kennzeichenrecht oder Geschmacksmusterrecht. Bei ihnen begeht der Störer beispielsweise eine Urheberrechtsverletzung (etwa illegale Downloads aus dem Internet, Filesharing), bei welcher er von dem verletzten Urheber auf Beseitigung der Beeinträchtigung, bei Wiederholungsgefahr auf Unterlassung in Anspruch genommen werden kann (§ 97 Abs. 1 UrhG). Mit einer Unterlassungserklärung verpflichtet sich der Störer, künftig auf Urheberrechtsverletzungen zu verzichten. Das gilt auch für die anderen Immaterialgüterrechte.

### Medienzivilrecht
Im Medienzivilrecht bezieht sich die Unterlassungserklärung auf Situationen, in denen Personen, vor allem Prominente (Person des öffentlichen Lebens) in Massenmedien insbesondere durch Beleidigung (§ 823 Abs. 2 BGB i. V. m. § 185 StGB) in ihrer Ehre verletzt werden, bei übler Nachrede (§ 186 StGB) oder Verleumdung (§ 187 StGB) sich gegen unwahre Behauptungen wehren müssen, durch unzulässige Äußerungen eine Verletzung des allgemeinen Persönlichkeitsrechts i. S. v. Art. 1 Abs. 1 i. V. m. Art. 2 Abs. 1 GG erleiden müssen oder durch unzulässige Bildnisveröffentlichungen gemäß § 823 Abs. 2 BGB i. V. m. § 22 KUG in ihrem Recht auf informationelle Selbstbestimmung verletzt werden. 
Ist die Berichterstattung bereits geschehen, so macht eine nachträgliche Geldentschädigung keinen Sinn, denn das Ansehen der betroffenen Person wurde bereits unwiderruflich beeinträchtigt. Im Rahmen des vorbeugenden Rechtsschutzes oder durch einstweilige Verfügung dagegen kann vor Veröffentlichung hierauf eingewirkt werden. Im Zusammenhang mit der einstweiligen Verfügung kann von den Medien eine Unterlassungserklärung verlangt werden. Dabei muss der Antragsteller die drohende Gefahr dem Gericht glaubhaft machen.

### Wettbewerbsrecht
Voraussetzung einer wettbewerbsrechtlichen Unterlassungserklärung ist, dass ein Mitwettbewerber in die wettbewerbsrechtliche Ordnung eingreift. Die zur Geltendmachung eines Unterlassungsanspruchs Berechtigten sollen den Schuldner vor der Einleitung eines gerichtlichen Verfahrens abmahnen und ihm Gelegenheit geben, den Streit durch Abgabe einer mit einer angemessenen Vertragsstrafe bewehrten Unterlassungsverpflichtung beizulegen (§ 12 Abs. 1 UWG). Gegenstand der Unterlassungserklärung können die in den §§ 3 UWG (unlautere geschäftliche Handlungen) bis § 7 UWG (unzumutbare Belästigungen) unlauteren Handlungen sein.

## Rechtsfolgen
Verstößt jemand gegen eine von ihm abgegebene Unterlassungserklärung, so stellt dies eine Vertragsverletzung dar, die eine Schadenersatzpflicht gemäß § 280 BGB auslöst. Dem Verletzer oder Störer droht auch eine Unterlassungsklage oder – im Falle einer strafbewehrten Unterlassungserklärung – die Fälligkeit der vereinbarten Vertragsstrafe.